# Chung Il-kwon
Chung Il-kwon (정일권?, 丁一權?, Jeong IlgwonLR; Ussurijsk, 21 novembre 1917 – Hawaii, 17 gennaio 1994) è stato un generale, politico e diplomatico sudcoreano, che servi come ministro degli esteri della Corea del Sud dal 1963 al 1964 e come primo ministro dal 1964 al 1970, era un alleato del presidente sudcoreano Park Chung-hee.

## Biografia
Chung nacque nella città di Ussurijsk nel Territorio del Litorale in Russia, dove suo padre lavorava come interprete nell'Esercito imperiale russo. Dopo la rivoluzione bolscevica del 1917, suo padre si mosse nella Contea di Kyongwon, nell'Hamgyŏng Settentrionale in Corea. Ciò nonostante nel 1930 la sua famiglia si ristabilì in quella che ora è la Prefettura autonoma coreana di Yanbian in Manciuria, dove Chung visse in condizioni di estrema povertà. Poiché crebbe in Corea quando era gia stata occupata dal Giappone, per questo gli fu dato il nome di "Ikken Nakashima".
Per via dei suoi eccellenti risultati a scuola, Chung vinse un posto nell'accademia di Mukden dell'Esercito imperiale del Manciukuò, dove si laureò nel 1937. Di nuovo la sua prestazione fu ritenuta eccellente, e fu inviato a frequentare la 55ª classe dell'accademia dell'Esercito imperiale giapponese a Tokyo, dove si specializzò in operazioni di Cavalleria. Assunse anche il nome di "Nakajima Ikken. Durante la Guerra del Pacifico (1941-1945), servì nell'Esercito imperiale del Manciukuò come capitano della polizia militare.
In seguito all'Invasione sovietica della Manciuria alla fine della Seconda guerra mondiale, fu brevemente catturato dalle truppe sovietiche e interrogato dal NKVD. Chung si laureò nella prima classe dell'Accademia militare di Corea nel 1946 e fu commissionato per entrare nell'Esercito della Corea del Sud. Era nelle Hawaii per frequentare un addestramento militare quando iniziò la Guerra di Corea. Ritornò in Corea del Sud il 30 giugno, e fu immediatamente promosso a Maggior generale sostituendo il generale Chaek Byeong Deok come comandante dell'Esercito della Corea del Sud.
Servendo come comandante tattico e in seguito come Maggior generale durante la Guerra di Corea, Chung, organizzò i soldati sudcoreani ad Incheon. Le sue responsabilità iniziali inclusero il raggruppamento delle forze sudcoreane e il coordinamento con il Comando delle Nazioni Unite. Fu comandante di tutte le truppe sudcoreane a Pusan da luglio ad agosto, quando iniziò la Battaglia di Incheon. Questa battaglia risultò con la disabilitazione dell'esercito nordcoreano e lo rese un famoso eroe di guerra.
In seguito ritornò negli Stati Uniti per seguire un addestramento militare aggiuntivo nel luglio del 1951 in seguito all'incidente che coinvolse i corpi della difesa nazionale e il massacro di Geochang. Dopo questi episodi, al suo ritorno in patria nel luglio del 1952 fu degradato dal presidente Syngman Rhee ad un comando di divisione e inviato a combattere in un'unità in prima linea. Tre mesi dopo, fu promosso a vice-comandante dei IX Corps dell'esercito statunitense comandando le truppe dell'ONU in numerose offensive e controffensive.
Tre mesi dopo tale comando, fu promosso di nuovo al comando del 2º corpo dell'esercito sudcoreano, comando che mantenne fino alla fine della guerra. Dopo essersi congedato nel 1957 servi come ambasciatore in Turchia. Nel 1960, fu nominato ambasciatore in Francia, e in seguito servi come ambasciatore negli Stati Uniti dal 1960 al 1961 e di nuovo dal 1962 al 1963. Dal 1963 al 1964 servi come ministro degli esteri della Corea del Sud, e fu primo ministro dal 1964 al 1970. Durante il suo periodo come ambasciatore, ebbe il tempo anche di studiare scienze politiche e relazioni internazionali in diverse università prestigiose come quelle di Oxford e di Harvard.
Dal 1971, Chung servi come membro dell'Assemblea nazionale sudcoreana per conto del Partito Repubblicano Democratico servendo per tre mandati consecutivi. Servi inoltre come presidente dell'Assemblea nazionale dal 1973 al 1979. Nel marzo del 1991, ricevette un ricovero per un Linfoma alle Hawaii. Sebbene continuasse le sue attività politiche nel 1992 per il Partito Repubblicano Democratico e nel 1993 appoggiando Kim Young-sam durante le elezioni presidenziali del 1992, fu ricoverato nuovamente alle Hawaii nel gennaio del 1994 e morì poco tempo dopo. Ricevette un funerale di stato e fu sepolto al Cimitero nazionale di Seul. Lasciò quattro figli e sua moglie Park Hyee-Soo.

## Opere
- Guerra e Cessate il Fuoco (전쟁과 휴전)
- Memorie di Chung Il-kwon (정일권 회고록, 丁一權 回顧綠)